# NGC 2359
NGC 2359 (còn được gọi là Tinh vân Mũ Của Thor) là một tinh vân phát xạ  nằm trong chòm sao Đại Khuyển. Tinh vân này cách Trái Đất khoảng 3.670 parsec (11,96 nghìn năm ánh sáng) và có kích thước 30 năm ánh sáng. Ngôi sao trung tâm là ngôi sao Wolf-Rayet WR7, một ngôi sao cực nóng được cho là đang ở trong một giai đoạn tiến hóa ngắn trước siêu tân tinh. Nó có bản chất tương tự như Tinh vân Bong Bóng, nhưng tương tác với một đám mây phân tử lớn gần đó được cho là đã góp phần tạo nên hình dạng phức tạp hơn và cấu trúc hình cung cong của Mũ Của Thor.
Nó cũng được xếp vào danh mục với định danh là Sharpless 2 -298 và Gum 4.
Tinh vân có hình dạng tổng thể như hình bong bóng, nhưng có cấu trúc dạng sợi phức tạp. Tinh vân này chứa hàng trăm khối lượng mặt trời vật liệu ion hóa, cộng với hàng nghìn khí đơn thể khác. Nó chủ yếu là vật chất giữa các vì sao bị cuốn từ sao trung tâm, mặc dù một số vật chất dường như được làm giàu bằng từ sản phẩm của các phản ứng tổng hợp và có khả năng đến trực tiếp từ ngôi sao. Tốc độ mở rộng của các phần khác nhau của tinh vân thay đổi từ 10 km/s đến ít nhất 30 km/s, dẫn đến ước tính tuổi là 78.500 - 236.000 năm. Tinh vân này đã được nghiên cứu ở bước sóng vô tuyến và tia X, nhưng vẫn chưa rõ liệu nó được tạo ra ở giai đoạn phát triển chuỗi chính lớp O, như một biến thể siêu sao khổng lồ đỏ, sao phát sáng màu xanh lam hay chủ yếu là sao Wolf-Rayet.
NGC 2361 là một nút sáng của tinh vân trên một cạnh của vòng trung tâm của NGC 2359.

## Bộ sưu tập

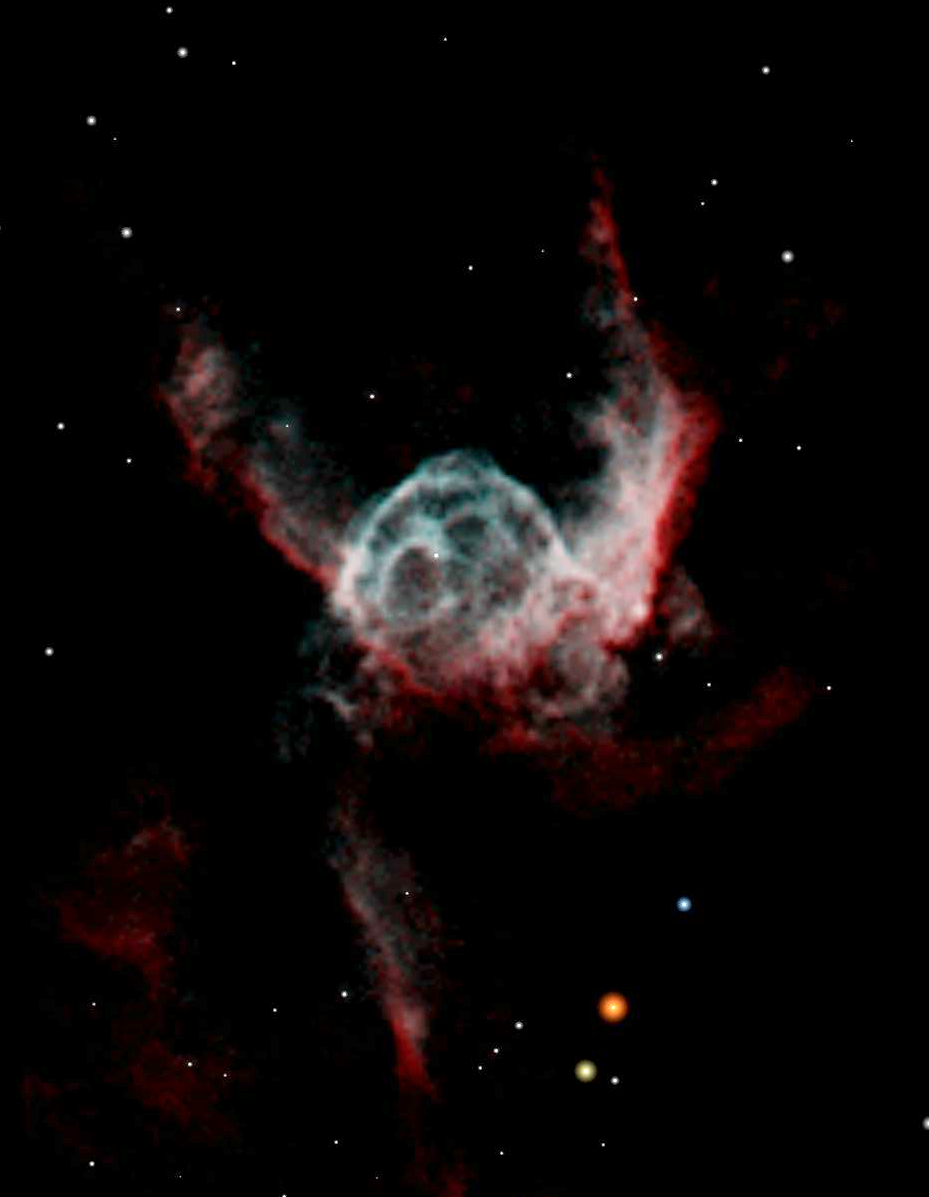
Mũ Của Thor - NGC 2359
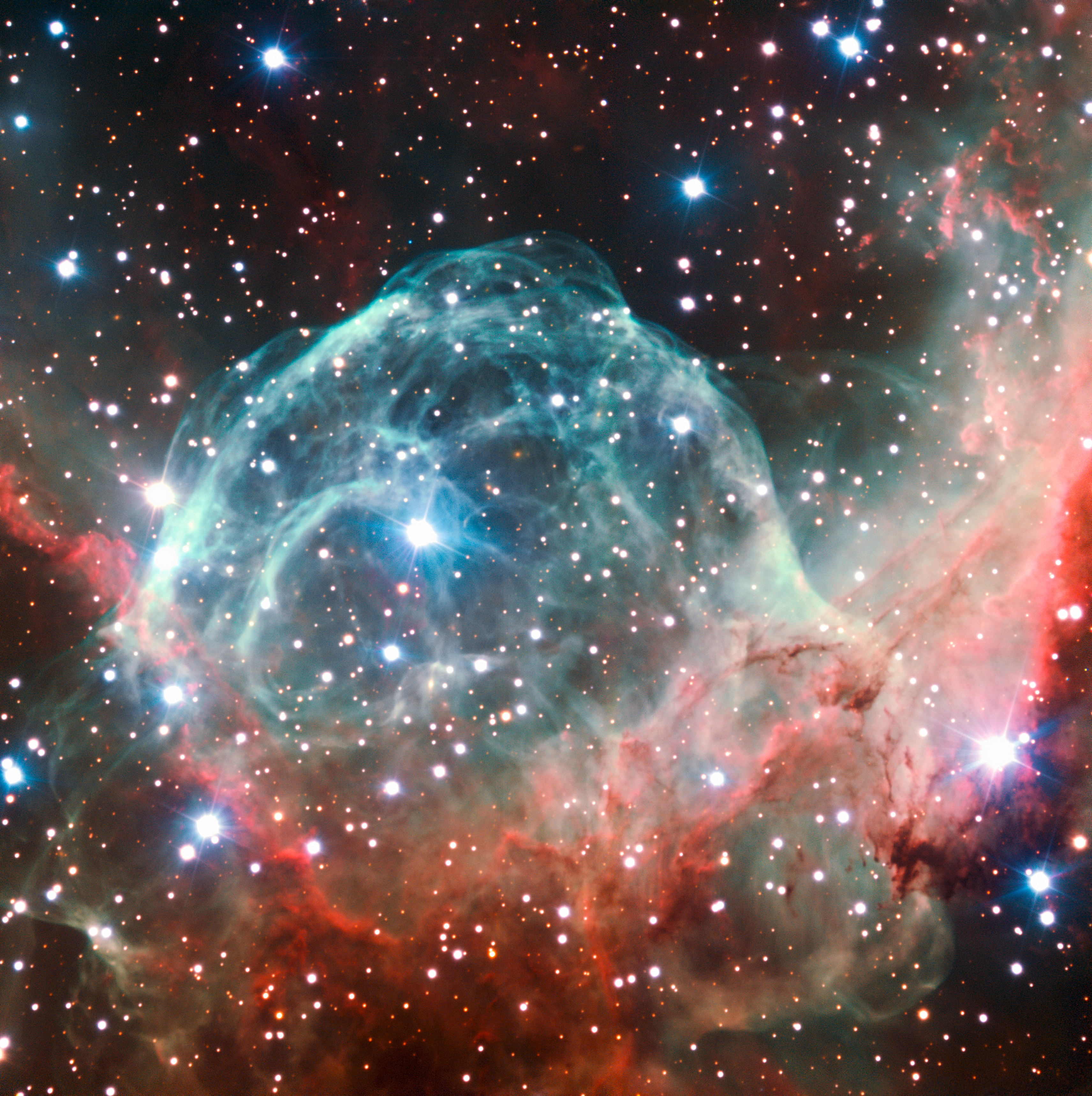
NGC 2359 chụp bởi ESO
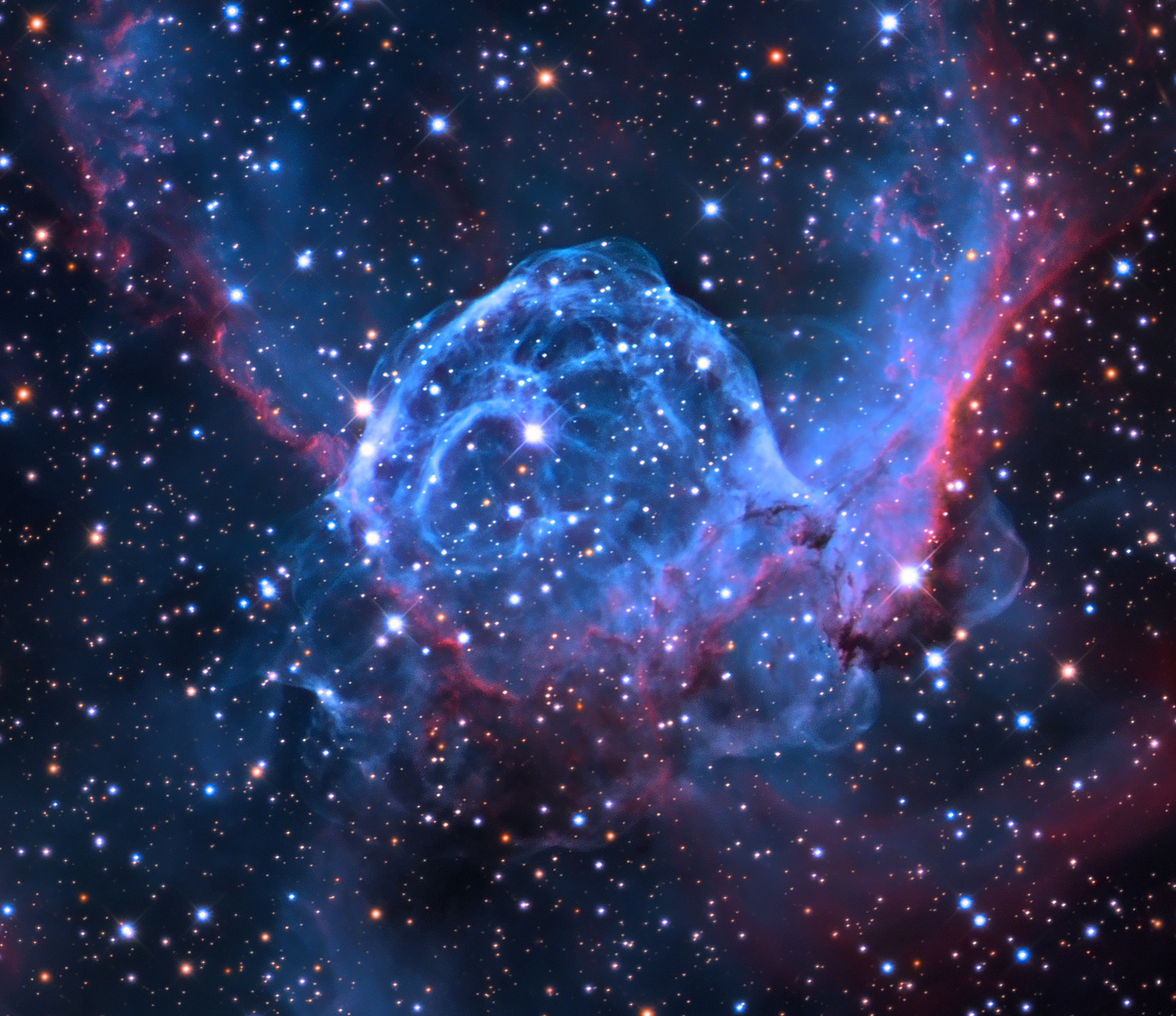
Mũ Của Thor, NGC 2359 (lõi)